# Quinta forza
In fisica, con quinta forza si intende un'ipotetica interazione diversa dalle quattro interazioni fondamentali attualmente note.
Si è ipotizzato che questa nuova forza, che è collegata alla massa, abbia all'incirca l'intensità della gravità (cioè risulterebbe molto più debole dell'interazione elettromagnetica o delle forze nucleari) ed un raggio di azione da meno di un mm  fino alle scale cosmiche, con una dipendenza da  
{\displaystyle {\frac {1}{r^{2}}}}.
Oltre una certa distanza, però, si suppone che diventi rapidamente insignificante.
L'ipotesi di questa nuova forza è di difficile verifica in quanto la gravità è estremamente debole: l'interazione gravitazionale tra due oggetti diventa apprezzabile solo quando questi hanno una massa elevata (sarebbe opportuno ricordare che dipende anche dalla loro distanza reciproca).  Per questa ragione sono necessari strumenti di misura estremamente precisi per valutare l'interazione gravitazionale tra oggetti che sono piccoli se confrontati alla Terra. Ciononostante, verso la fine degli anni ottanta l'effetto di una quinta forza, operante a distanze dell'ordine del centinaio di metri, è stato descritto da alcuni ricercatori (Fishbach et al.) che stavano rianalizzando risultati di esperimenti di Loránd Eötvös effettuati all'inizio del secolo. Si è ipotizzato che la forza sia collegata alla ipercarica. Negli anni successivi altri esperimenti non sono però riusciti a ripetere i risultati precedenti ed oggi si crede che non vi sia alcuna prova dell'esistenza di una quinta forza.
Nel 2015, due fisici ungheresi ipotizzarono l'esistenza della particella X17, un presunto mediatore della quinta forza.